# Dario Kordić
Dario Kordić, nacido el 14 de diciembre de 1960 en Sarajevo, Bosnia y Herzegovina (Yugoslavia), es un antiguo político y comandante militar bosniocroata perteneciente a las fuerzas del Consejo Croata de Defensa (HVO) entre 1991 y 1995. Fue condenado a 25 años de prisión por crímenes de guerra cometidos contra la población musulmana bosnia durante la Guerra de Bosnia.

## Infancia
Estudió ciencias políticas en la Universidad de Sarajevo y luego ejerció como periodista trabajando en el periódico Vatrostalac. Aunque nacido en Sarajevo, vivió principalmente en Busovača. Tiene dos hijos, un hijo llamado Darko y una hija llamada Marija.

## 1992-1995
Kordić, al igual que otros personajes poderosos croatas en Bosnia, fue miembro del partido HDZ, donde ocupó posiciones muy influyentes durante el conflicto bosnio-croata. Kordić fue un actor clave en la creación de Herzeg-Bosnia durante el mes de noviembre de 1991, una entidad croata dentro de las fronteras de Bosnia. Además de político, fue también comandante militar de las fuerzas del HVO. Kordić tuvo mucha influencia en el liderazgo de Herceg-Bosnia, donde tomó importantes decisiones políticas y, sobre todo, militares. Tuvo un papel decisivo en la organización y planificación de la limpieza étnica contra los musulmanes bosnios del valle del Lašva.

## Crímenes de guerra
Kordić, al igual que muchos líderes y comandantes militares de Herzeg-Bosnia, fue acusado de crímenes de guerra cometidos sobre la población bosnia. El 6 de octubre de 1997, se entregó voluntariamente al Tribunal Penal Internacional para la ex Yugoslavia (TPIY), y el 8 de octubre se declaró inocente. El juicio comenzó el 12 de abril de 1999. Fue acusado por este Tribunal, en La Haya por su papel en lo sucedido en el Valle del Lašva y la masacre de Ahmići, donde las fuerzas del HVO cometieron crímenes contra la población civil bosnia bajo su mando. También hubo informes de que, soldados del HVO bajo su mando, cometieron atrocidades en los alrededores de Zenica. El 26 de febrero de 2001, Kordić fue condenado a 25 años de prisión.
En junio de 2006, fue trasladado a una prisión en Austria para cumplir allí el resto de su condena.